# 罗国本
罗国本（1974年2月26日—），马来西亚政治家，马来西亚国家执政党元老级政治人物、国会委员，马来西亚国家执政党常委、马来西亚中央政府执政党首都直辖区区副主席，分管经贸、金融、文化（教育、旅游等）。国会议员，时任马来西亚国家旅游局局长。辖马来西亚雪兰莪州格拉那再也（现梳邦） ，执政党希盟公正党代表性政治人物之一。2008年马来西亚影响力政坛人物，“也是马来西亚-中国友好关系大使”。
多次出席联合国以及英国等国家政府邀请正式访问各国。其中最重要的事迹是在任以来，与中国建交友好，深受中国政府重视，倡导与中国建立两国友好战略经贸关系，连续7年作为马来西亚政府团长担任马来西亚-中国友好大使，与中国保持双边外事经贸会谈。